# Log-Dragomer
Log-Dragomer è un comune della Slovenia di 3 575 abitanti. È stato ricreato nel 2006 con lo scorporo di parte del comune di Nauporto.

## Storia
Dal 1941 al 1943, durante l'occupazione italiana, ha fatto parte della Provincia di Lubiana.